# Massona
|  | Per a altres significats, vegeu «la Massona i la Llarga». |

Massona (577- vers 606) fou bisbe de Mèrida del 575 al 582 i del 587 a la seva mort. És venerat com a sant per diverses confessions cristianes i amb Pau i Massona és un dels Sants Pares de Mèrida.
Massona era got, i inicialment arrià. Es va convertir al catolicisme, i vers el 573 va arribar a bisbe catòlic de Mèrida succeint a Fidel el grec. A aquesta ciutat va expulsar al bisbe arrià (vers 579) i va donar suport a la rebel·lió d'Hermenegild contra Leovigild. Se sap que era un home molt caritatiu i que no distingia en les seves ajudes als jueus i pagans.
El 582 Mèrida fou ocupada per Leovigild que va intentar convèncer el bisbe que tornés a l'arrianisme. Massona s'hi va negar i va ser destituït, sent nomenat bisbe arrià de la ciutat Sunna, encara que la comunitat catòlica va rebre a un altre bisbe, nomenat pel rei, anomenat Nepopis. Però algunes esglésies de la ciutat, que havien pertangut als arrians i havien estat confiscades pels catòlics vers el 579 o 580 o poc després, van tornar a poder d'aquells. Una Església litigiosa va ser atribuïda per una comissió designada pel rei als catòlics.
Massona va ser cridat a Toledo, i després de reiterar la seva negativa a convertir-se, va rebutjar lliurar la túnica de Santa Eulàlia (que el rei volia col·locar a una Església de la capital, però que probablement corresponia per dret als arrians) per la qual cosa va ser desterrat, no podent tornar a Mèrida fins a aproximadament l'any 585 (en tot cas abans de la mort del rei l'abril o maig del 586).
Mèrida va tenir com a bisbe durant aquests anys a Nepopis, però aquest va abandonar la ciutat quan Massona va tornar amb la conversió de Recared, el 587. El bisbe arrià Sunna va romandre per un temps a Mèrida.
Va estar present al III Concili de Toledo (589) i més tard al IV. Va morir després de l'any 606. És venerat com a sant; el seu culte es feia conjuntament amb els bisbes Pau i Massona sota l'advocació dels Sants Pares de Mèrida. Oblidat durant segles, s'ha revifat al final del segle xx, quan se n'ha fixat la festa el 14 de novembre.